# Предсказание
Предсказа́ние (прорица́ние) — сообщение о некотором событии, которое с большой долей вероятности произойдёт в будущем.
В зависимости от оснований предсказания делятся на рациональные и иррациональные. Рациональные предсказания основываются на определённых знаниях закономерностей (бытовых или научных) и способах их практической реализации. Иррациональные предсказания «основываются» на необычных, уникальных способностях предсказателя («озарение», «откровение», «ясновидение», «провидческий дар», «сверхрациональная интуиция» и пр.).
Предсказание существенно отличается от понятий: гадание, ясновидение, пророчество, прогнозирование и других понятий, являющихся, по сути, попытками заглянуть в будущее с целью подтверждения благоприятного или неблагоприятного исхода некоторых, вполне определённых, действий.
Предсказа́тель — человек, имеющий дар предвидения, предсказывающий грядущие события.

## История

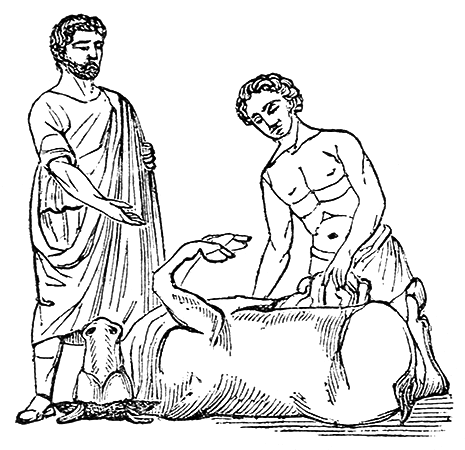
Гадание по внутренностям животных в Древней Греции

В некоторых религиозных сюжетах (например, германо-скандинавской мифологии) слово предсказателя оказывается даже выше желания богов, поскольку даже боги не в силах отменить предсказанного — причём предсказание может быть высказано даже Богу. При этом «судьба», «фатум» — оказываются намного ниже по рангу предсказания. Их можно поменять, исполнив некое действие, обет, помолившись и т. п.